# Operón
Un operón se define como una unidad genética funcional formada por un grupo complejo de genes capaces de ejercer una regulación de su propia expresión por medio de los sustratos con los que interactúan las proteínas codificadas por sus genes. Este complejo está formado por genes estructurales que codifican para la síntesis de proteínas (generalmente enzimas), que participan en vías metabólicas cuya expresión generalmente está regulada por otros 3 factores de control, llamados:
- Factor promotor: zona que controla el inicio de la transcripción del operón, ya que la ARN polimerasa tiene afinidad por ella. Realmente, como un gen es cada unidad de transcripción independiente, y puesto que el operón tiene un único promotor que controla toda su expresión, no hay elementos para decir que se trate de "varios genes" de expresión coordinada; más correcto sería decir que el operón es un único gen que codifica un ARNm policistrónico (es decir, con muchos codones de inicio y término, con lo que a la hora de traducirse dará lugar a varias proteínas independientes). Sin embargo, es común referirse a los "genes" del operón para hacer referencia a las regiones que, una vez transcritas, codificarán proteínas independientes.
- Operador: zona de control que permite la activación/desactivación del promotor a modo de "interruptor génico" por medio de su interacción con un compuesto inductor. Esto lo logra porque tiene secuencias reconocibles por proteínas reguladoras. Tras su unión, por plegamientos tridimensionales interacciona con la zona del promotor, donde las proteínas reguladoras que se han unido contactan con la ARN Polimerasa, aumentando o disminuyendo su afinidad por el promotor, y con ello dando lugar a la expresión/represión del resto de los genes estructurales.
- Gen regulador: alguno de los genes del operón pueden codificar factores de transcripción que se unan al operador, regulando así la propia expresión del operón. A toda regulación de la expresión realizada desde dentro del gen u operón se le llama "regulación en cis", pero puede haber también genes muy alejados del operón que codifiquen factores de transcripción para uno o varios otros genes u operones, y en este caso se hablaría de "regulación en trans".

## Descubrimiento
El primer operón descrito fue el operón de la lactosa en Escherichia coli por F. Jacob, D. Perrin, C. Sánchez y J. Monod, publicado en la revista "Comptes rendus hebdomadaires des séances de l'Académie des sciences" en 1960.
En parte gracias a estos trabajos sobre regulación génica, Jacob y Monod fueron galardonados con el Premio Nobel en Fisiología o Medicina en 1965 junto con André Lwoff.

## Composición de un operón típico

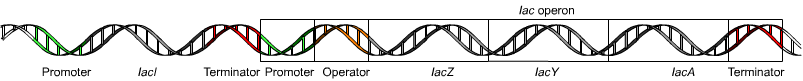
Operón Lac.

Los principales elementos que constituyen un operón son los siguientes:
- Los genes estructurales: Llevan información para traducir proteínas (polipéptidos). Se trata de los genes cuya expresión está regulada. Los operones bacterianos suelen contener varios genes estructurales, son poligénicos o policistrónicos. Los operones en bacterias suelen ser policistrónicos mientras que en eucariotas suelen contener un solo gen estructural siendo monocistrónicos. Dichos genes estructurales tienen la información necesaria para traducir 3 proteínas: Beta-galactosidasa, permeasa y la transacetilasa.
- El promotor (P): se trata de un elemento de control que es una región del ADN con una secuencia que es reconocida por la ARN polimerasa para comenzar la transcripción. Se encuentra inmediatamente antes de los genes estructurales. Abreviadamente se le designa por la letra P.
- El operador (O): se trata de otro elemento de control que es una región del ADN con una secuencia que es reconocida por la proteína reguladora. El operador se sitúa entre la región promotora y los genes estructurales. Abreviadamente se le designa por la letra O.
- El gen regulador (i): secuencia de ADN que codifica para la proteína reguladora que reconoce la secuencia de la región del operador. El gen regulador está cerca de los genes estructurales del operón pero no está inmediatamente al lado. Abreviadamente se le denomina gen i.
- Proteína reguladora: proteína codificada por el gen regulador. Esta proteína se une a la región del operador.
- Inductor: sustrato o compuesto cuya presencia/ausencia induce la expresión del resto de los genes que conforman el operón. Puede actuar activando la expresión, denominándose Activador, o bien reprimiendo, llamándose Represor.

## Clasificación
Según el tipo de regulación que presenten, los operones se clasifican en inducibles, represibles y constitutivos.

### Operón inducible
Operón inducible es el que en condiciones normales no se expresa, se activa en respuesta a un agente inductor que funciona como Activador, en el momento que el inductor se une al operador, se activa el promotor y comienza la transcripción de los genes estructurales. El modelo clásico de este tipo de operón es el operon lactosa. Otros ejemplos de operones inducibles son aquellos que codifican para enzimas que participan en el metabolismo de sustratos como operon maltosa, arabinosa, etc.
Suelen ser operones que participan en rutas catabólicas, para la obtención de metabolitos energéticos. 

### Operón reprimible
Operón reprimible o represible es el que en condiciones normales sí expresa las proteínas estructurales aun en ausencia de inductor, en respuesta a un agente represor se activan. El inductor funciona como represor y se une al operador, inhibiendo el funcionamiento del promotor y la transcripción de los genes estructurales. Ejemplos de este tipo de operon son los operones que codifican para la síntesis de aminoácidos, como operón trp, his, etc. 
Suelen ser operones que participan en rutas anabólicas, para la obtención de monómeros de macromoléculas.

### Operón constitutivo
Operón constitutivo es el operón que siempre se expresa, y por lo tanto no están regulados ni por inductores ni por represores. Aparece en operones que tienen alguna mutación en alguno de sus elementos reguladores y el sistema de control falla y hace que estén expresando los genes estructurales de manera constitutiva.